# Glyptosomus
Glyptosomus är ett släkte av skalbaggar. Glyptosomus ingår i familjen vivlar.
Kladogram enligt Catalogue of Life:
| Glyptosomus | \| \| Glyptosomus costipennis \| \| \| \| |
|             | \| \| Glyptosomus costipennis \| \| \| \| |
|             | Glyptosomus costipennis                   |
|             |                                           |